# Rong lá ngò
Rong lá ngò, La hán hay Tiềm liên (danh pháp: Cabomba caroliniana) là một loài thực vật có hoa trong họ Cabombaceae. Loài này được A.Gray miêu tả khoa học đầu tiên năm 1837.